# مشاركة أثناء التجوال
المشاركة أثناء التجوال (أو المشاركة المتنقلة) هي عملية تعتمد على التكنولوجيا للتواصل باستخدام الأصول الإلكترونية والبرامج المصاحبة المصممة للاستخدام في المواقع البعيدة ، يتميز أحدث جيل من الأجهزة الإلكترونية المحمولة باليد بإمكانيات الفيديو والصوت والتيليستريشن _الرسم على الشاشة_التي تُبث عبر الشبكات الآمنة، ما يتيح عقد مؤتمرات متعددة الأطراف في الوقت الحقيقي (على الرغم من أن الاتصال في الوقت الحقيقي ليس مطلبًا صارمًا للمشاركة أثناء التجوال وقد لا يكون عمليًا أو قابلاً للتطبيق في العديد من سيناريوهات المشاركة).
تختلف المشاركة أثناء التجوال عن المؤتمرات الفيديويه التقليدية، حيث تستخدم تقنيات الاتصالات اللاسلكية والخلوية والنطاق العريض، ما يتيح تعاونًا فعالًا يعتمد على الموقع. حيث تقتصر مؤتمرات الفيديو التقليدية على قاعات اجتماعات مجلس الإدارة والمكاتب وقاعات المحاضرات، فإن التطورات التكنولوجية الحديثة قد وسعت من قدرات مؤتمرات الفيديو لاستخدامها مع الأجهزة المحمولة باليد والأجهزة السرية، ما يسمح بإمكانات مشاركة حقيقية متنقلة.

## النطاق
ويأخذ نطاق المشاركة أثناء التجوال في الاعتبار عددًا من العناصر التي لا تزال تتطور من حيث التطور العلمي والتكنولوجي والتعقيد قدرات الفيديو والصوت والتيليستريشن، وأنظمة المؤتمرات والحضور عن بُعد، وأدوات المشاركة، وتقنيات الإرسال، وإمكانية التنقل (التجوال).

## التأثير على الصناعة
حتى الآن، يمتد استخدام تقنية المشاركة أثناء التجوال إلى صناعات متنوعة مثل التصنيع، والطاقة، والرعاية الصحية، والتأمين، والحكومة والسلامة العامة. تتيح تقنية المشاركة أثناء التجوال للعديد من المستخدمين في مواقع متعددة إمكانية الجمع بين مساهمتهم بشكل تعاوني مع العمل على حل المشاكل أو القضايا في بيئات العمل المعقدة في الوقت الحالي. يمكن القيام بذلك في الوقت الحقيقي من خلال إمكانات الفيديو والصوت والتيليستريشن المتقدمة، مقارنةً بالعمل معًا في نفس الغرفة ولكن دون النفقات المصاحبة ووقت التوقف عن العمل الذي ينطوي عادةً على وصول الخبراء إلى المواقع البعيدة.

### التصنيع
تستخدم الشركات المصنعة بكل أنواعها تقنية المشاركة أثناء التجوال بعدة طرق. وكانت الاتجاهات الحديثة في العولمة والتعهيد بشكل خاص تعني أن الشركات لابد أن تتواصل مع الموظفين والموردين والعملاء في مختلف أنحاء العالم. تسمح مرونة أجهزة المشاركة المتنقلة المحمولة باليد بالاتصال في الوقت الحقيقي في أي مكان يُجرى فيه تصميم المنتجات وفحصها وتفتيشها، مثل مصنع تجميع السيارات في قارة بعيدة. يؤثر تحسين الاتصال من خلال المشاركة أثناء التجوال على العديد من جوانب التصنيع المعقدة مثل صيانة خطوط الإنتاج وإدارة سلسلة الإمداد والخدمات الميدانية للمعدات.

### الطاقة
تواجه الشركات في قطاع الطاقة تحديات فريدة بسبب، على سبيل المثال، المسافات الشاسعة بين المكتب الرئيسي والبيئة النائية والقاسية لحفارة نفط بحرية، فضلًا عن أوجه القصور أو عدم وجود شبكات نقل ضرورية في كثير من الأحيان. تتيح التطورات الحديثة في تقنية المشاركة أثناء التجوال وشبكات النقل للموظفين في هذه المواقف المشاركة والتعاون بطرق آمنة وموثوقة مع الزملاء على بعد آلاف الأميال. يمكّن استخدام المشاركة أثناء التجوال في قطاع الطاقة الشركات من إجراء عمليات التفتيش عن بُعد، ومراجعات السلامة، والصيانة، والإصلاح، والفحص الشامل، بالإضافة إلى استكشاف أخطاء البنية التحتية لتكنولوجيا المعلومات والاتصالات.

### رعاية صحية
على الرغم من استخدام تقنية التطبيب عن بعد لعدة سنوات في قطاع الرعاية الصحية، إلا أن تقنية المشاركة أثناء التجوال تعمل على توسيع هذه القدرات لتشمل المواقع التي يمكن الوصول إليها الآن من خلال استخدام الأجهزة المحمولة مثل مجتمع بعيد أو مرفق رعاية طويلة الأمد أو منزل المريض. يمكن لأخصائي الرعاية الصحية في مواقع متعددة عرض مشاكل المرضى ومناقشتها وتقييمها معًا. إن استخدام تقنية المشاركة أثناء التجوال في قطاع الرعاية الصحية لديه القدرة على تحسين جودة الرعاية وإمكانية الوصول إليها، مع جعل تقديمها أكثر فعالية من حيث التكلفة.